# اللغة الفيبسية
لغة الفيبس، هي لغة يتكلمها شعب الفيبسيين وهي تنتمي إلى مجموعة اللغات الفينية و التي تنتمي بدورها إلى عائلة اللغات الأورالية. تتميز هذه اللغة بصلة قرابة متينة تجمعها باللغة الفنلندية والكاريلية، تُكتب اللغة الفيبسية بوساطة الأبجدية اللاتينية.
وفقاً لإحصاءات سوفيتية فإن 12500 شخص وصفوا أنفسهم بصفة الفيبسيين وذلك في نهاية العام1989. تقسم اللغة الفيبسية إلى ثلاث لهجات، شمالية، وسطية، وجنوبية
هناك أكثر من 350 طفل في روسيا يتعلمون اللغة الفيبسية موزعين على خمس مدارس حكومية.

## وصلات خارجية
- The Peoples of the Red Book: THE VEPS